# Danieska Carrión
Danieska Carrión (* 9. Juni 1980) ist eine ehemalige kubanische Judoka, die 2001 und 2003 Weltmeisterschaftsdritte war.

## Sportliche Karriere
Danieska Carrión kämpfte im Superleichtgewicht, der Gewichtsklasse bis 48 Kilogramm. 1998 siegte sie bei den U20-Weltmeisterschaften. Von 2001 bis 2003 gewann sie bei den kubanischen Meisterschaften.
Anfang 2001 erreichte sie das Finale beim Tournoi de Paris und unterlag dann der Französin Sarah Nichilo-Rosso. Einen Monat danach gewann sie das Weltcup-Turnier in Budapest. Bei den Weltmeisterschaften in München unterlag sie im Viertelfinale der Japanerin Ryōko Tamura. Mit einem Sieg über Sarah Nichilo-Rosso erreichte sie den Kampf um eine Bronzemedaille, den sie gegen die Südkoreanerin Kim Young-ran gewann. Fünf Wochen nach den Weltmeisterschaften gewann sie den Titel bei der Universiade in Peking. Im November 2001 erkämpfte Carrión bei den Panamerikanischen Meisterschaften eine Bronzemedaille. Anfang 2002 belegte sie den dritten Platz bei m Tournoi de Paris und siegte wie im Vorjahr in Budapest. Bei den Mannschaftsweltmeisterschaften in Basel gewann sie mit der kubanischen Mannschaft die Silbermedaille hinter den Japanerinnen. 2003 siegte Carrión bei den Panamerikanischen Spielen in Santo Domingo. Bei den Weltmeisterschaften 2003 in Tokio unterlag sie frühzeitig gegen die Französin 
Frédérique Jossinet. Mit vier Siegen in der Hoffnungsrunde erreichte sie den Kampf um Bronze, den sie gegen die Chinesin Gao Feng gewann. Ende 2003 belegte Carrión den dritten Platz beim Fukuoka Cup.